# Hanns Breitenbach
Hanns Breitenbach (ur. 19 czerwca 1890 w Fürth, zm. 25 stycznia 1945 w Gliwicach) – niemiecki rzeźbiarz.

## Życiorys

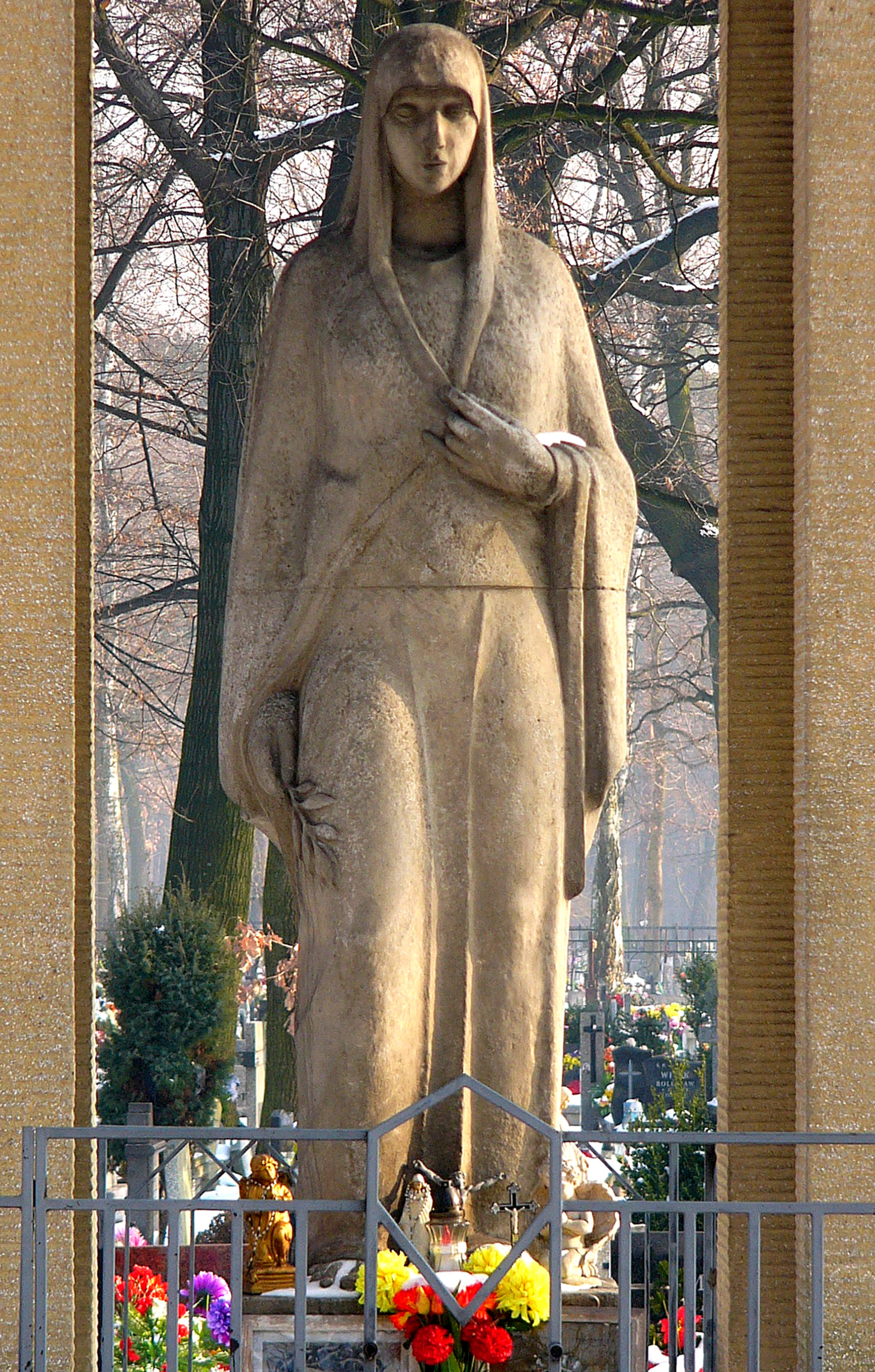
Bolejąca na Cmentarzu Lipowym w Gliwicach

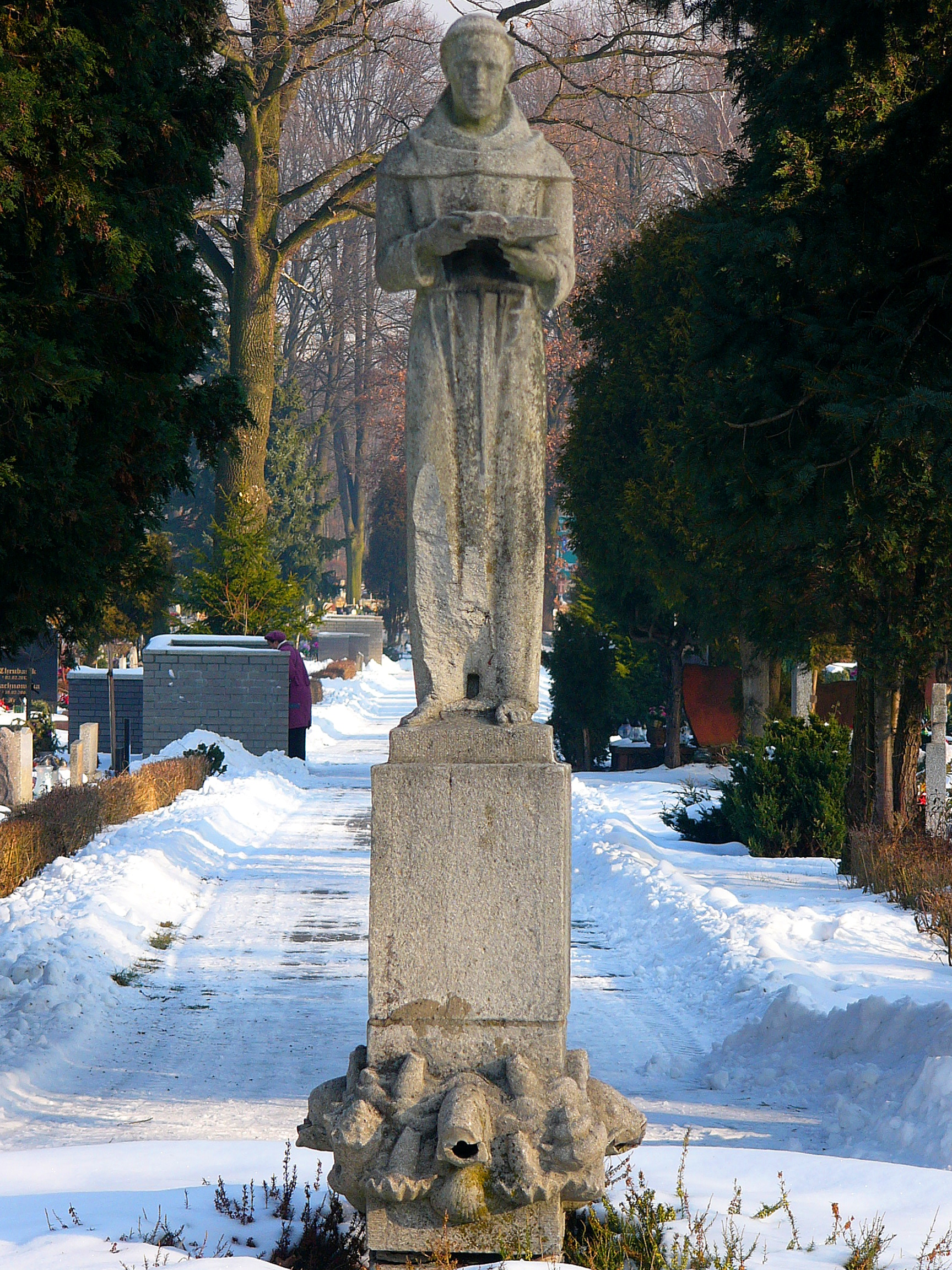
Święty Franciszek – niefunkcjonująca dzisiaj fontanna na Cmentarzu Centralnym w Gliwicach

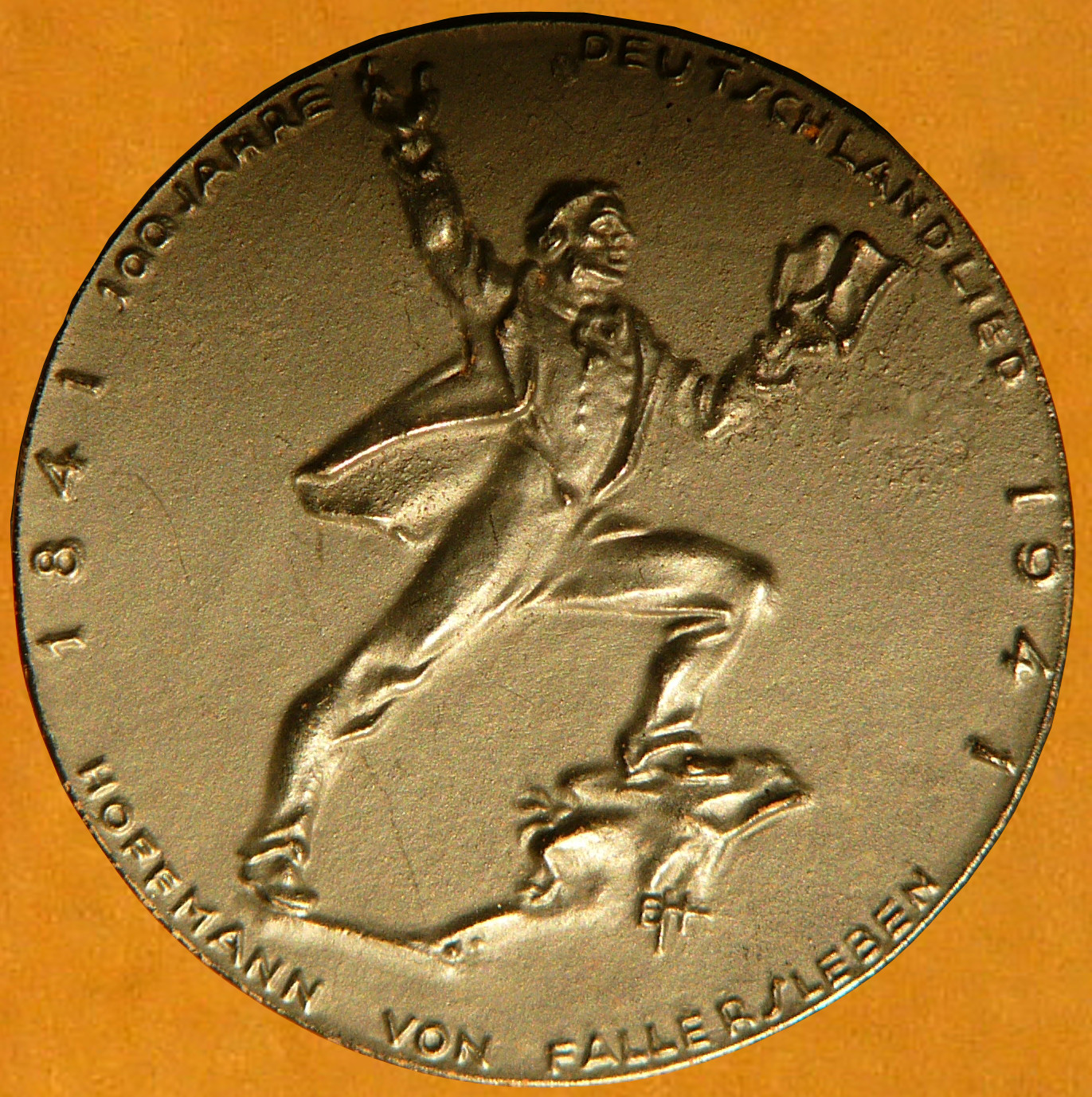
Plakietka z okazji 100 rocznicy powstania hymnu Niemiec

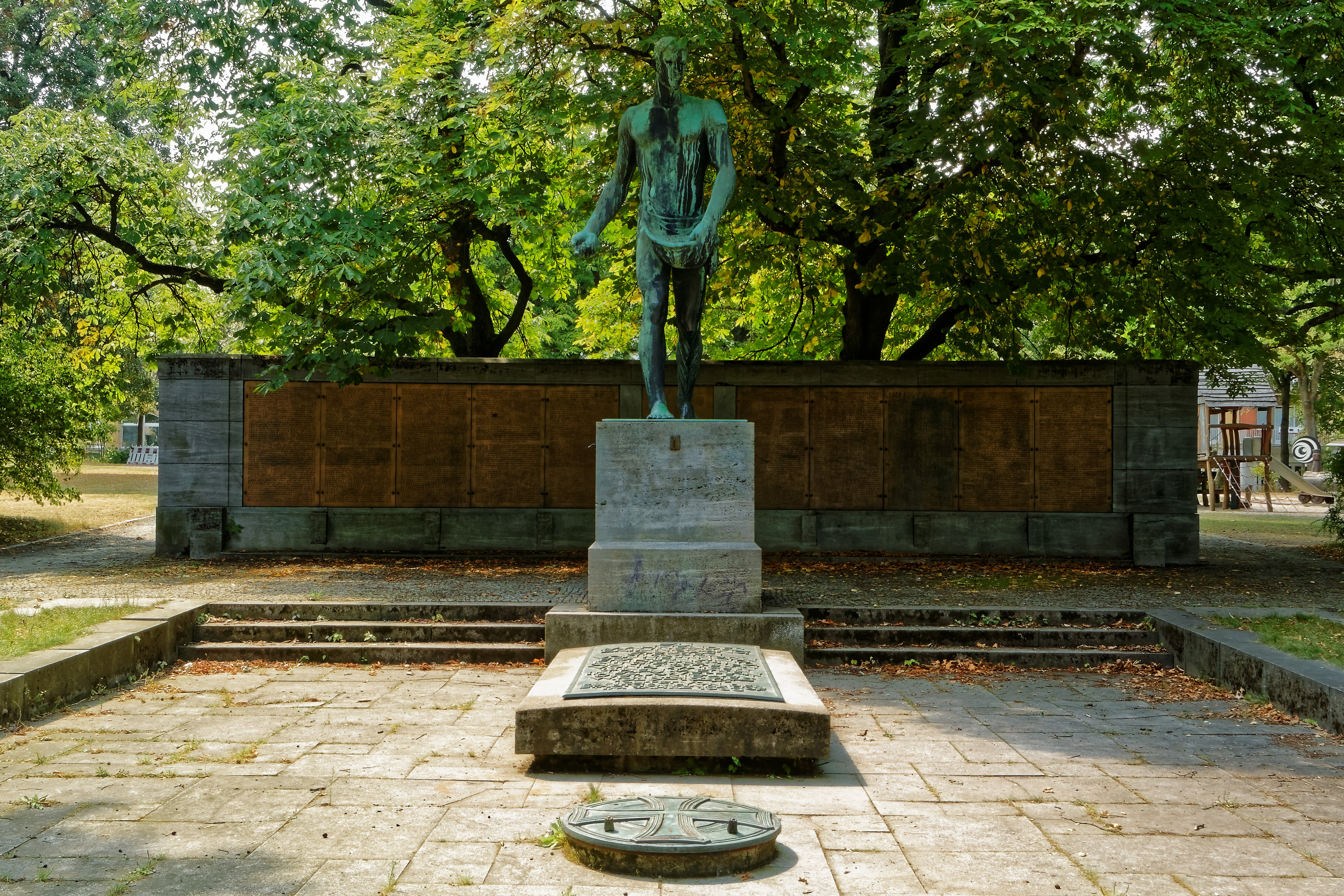
Postać siewcy z pomnika poległych w Hof

Hanns Breitenbach przyszedł na świat jako syn frankońskiego producenta luster. Jego matka była z pochodzenia Francuzką. Pierwsze kroki jako rzeźbiarz Hanns stawiał w Monachium, gdzie pracował do roku 1928, kiedy to postanowił przenieść się na Górny Śląsk, do Gliwic.
Pomimo faktu, że ojciec Hannsa pochodził z rodziny hugenotów, on sam był wyznania rzymsko-katolickiego. Życiorys Breitenbacha dominuje jego tragiczna śmierć podczas wejścia Armii Czerwonej do Gliwic w styczniu 1945 r. Pełne nazwisko artysty brzmi Johannes-Jean-Nikolaus Breitenbach. W okresie studiów widniał on w matrykule jako Hans Breitenbach. W późniejszym okresie, już jako dojrzały artysta, Breitenbach podpisywał się imieniem Hanns. W kręgach rodzinnych i wśród przyjaciół nazywano go imieniem Hannes. Wszystkie te warianty imienia Johannes spotkać można w biografiach poświęconych temu rzeźbiarzowi.
Początki pracy artystycznej Hannsa Breitenbacha to solidne, rzemieślnicze wykształcenie w zawodzie snycerza, które zdobywał w rodzinnym Fürth. Podczas następnych dziesięciu semestrów studiów na Akademii Sztuk Pięknych w Norymberdze potwierdziły się jego talenty i stworzyły podstawę dalszego kształcenia i rozwoju. W roku 1911 Breitenbach rozpoczął ponownie kształcenie. Tym razem trzynaście semestrów na Akademii Sztuk Pięknych w Monachium w klasie dla ponadprzeciętnie uzdolnionych artystów, gdzie wykładowcą był Erwin Kurz. Innym nauczycielem Breitenbacha był Hermann Hahn, który to w szczególny sposób wpłynął na Hannsa późniejszą umiejętność postrzegania przedmiotów jak i nadawania formy tworzonym dziełom. Po zakończeniu studiów Hanns został w Monachium i urządził sobie atelier przy Gabelsberger Straße.
W Monachium Hanns poznał swą późniejszą żonę, Friedel Josefek z Gliwic, studiującą tam tekstylne rzemiosło artystyczne. Pobrali się w roku 1921. Friedel była córką uznanego gliwickiego architekta i przemysłowca budowlanego, Roberta Josefka. Część z postawionych przez niego gliwickich domów przetrwała do naszych czasów. Rosnąca szybko ilość zamówień zmusiła Hannsa Breitenbacha do stworzenia tu drugiego atelier i ostatecznie do przeniesienia się na stałe na Górny Śląsk. W tych to latach powstało wiele dzieł, z których niektóre przetrwały do dzisiaj.
W życiu codziennym Breitenbach był postrzegany jako osoba skromna i powściągliwa. Praca artystyczna była dla niego po części pracą zarobkową, po części jednak stanowiła sens życia. Pod koniec wojny nie był on w stanie porzucić rozpoczętych prac i uciekając przed zbliżającym się frontem uratować życie. Córka Breitenbacha, Marianne Ottmann, napisała w autobiograficznej powieści Muntjak o śmierci ojca, że tego dnia z powodu strasznego mrozu nałożył na siebie skórzany płaszcz, którego używał podczas jazdy na motocyklu i dlatego czerwonoarmiści wzięli go za oficera. Został "zastrzelony na ulicy". Miejsce pochówku nie jest znane.

## Twórczość
W licznych dziełach Breitenbacha, tworzonych z najróżniejszych materiałów, zauważamy mocny wpływ szkoły monachijskiej. Ich gama sięga, począwszy na "małej sztuce", przez reliefy, portrety, rzeźby pełne, aż po architekturę. Tzw. plastyki budowlane oraz figury o stylu pomników dla potrzeb czy to sakralnych, czy to publicznych, były często wykonywane jako monumetalne rzeźby. Oprócz pracy z dłutem w ręku Hanns Breitenbach posługiwał się także bardzo dobrze ołówkiem i pędzlem.
Jego dzieła charakteryzuje wierne formie, dokładne przedstawienie ludzkiej postaci, idące w jednej linii z doskonałą zdolnością rzemieślnika. Figury te są często oparte na przykładach klasycyzmu i sprawiają wrażenie przesadnie idealizowanych. Obserwator może w nich jednak dostrzec prostolinijny sposób prowadzenia dłuta, jak i zamkniętą w sobie ekspresyjną wypowiedź dzieła. Umiarkowana gestyka, a także symbolizm figur tworzą swego rodzaju napięcia i jednoczą progresywne jak i konserwatywne tendencje. Szczególnie postać "Bolejącej" z pomnika na Cmentarzu Lipowym w Gliwicach wyraża je w sposób bardzo wyraźny.
Wraz z postępującym wpływem ideologii narodowo-socjalistycznej na życie mieszkańców państwa niemieckiego, zdobywanie zamówień ze strony publicznej na stawało się dla artystów coraz trudniejsze. Członkostwo w NSDAP, a także wykonanie kilku dzieł, które dzisiaj zaliczane są do Kultury III Rzeszy, pozwoliły Breitenbachowi na uczestnictwo w ideologicznie mocno ukształtowanych regionalnych wystawach. Pominięcie współuczestnictwa w tych wystawach równałoby się dla Breitenbacha z problemami egzystencjonalnymi. Wspomnieć tutaj należy dwie wystawy w Gliwicach w latach 1930 i 1935, jedną w Stuttgarcie w roku 1937 oraz jedną w Bytomiu w roku 1943.

## Dzieła
Dokładny spis dzieł Hannsa Breitenbacha niestety nie istnieje. Wiele z nich zaginęło podczas działań wojennych, zostało zniszczonych po 1945 roku, lub ich miejsce pobytu jest dzisiaj nie do ustalenia. Dzieła egzystujące znajdują się w większości w Gliwicach. Na ile to możliwe,  poniżej podana jest ich lokalizacja, rok powstania, materiał, z jakiego zostały wykonane, oraz ich stan techniczny.

### Dzieła istniejące

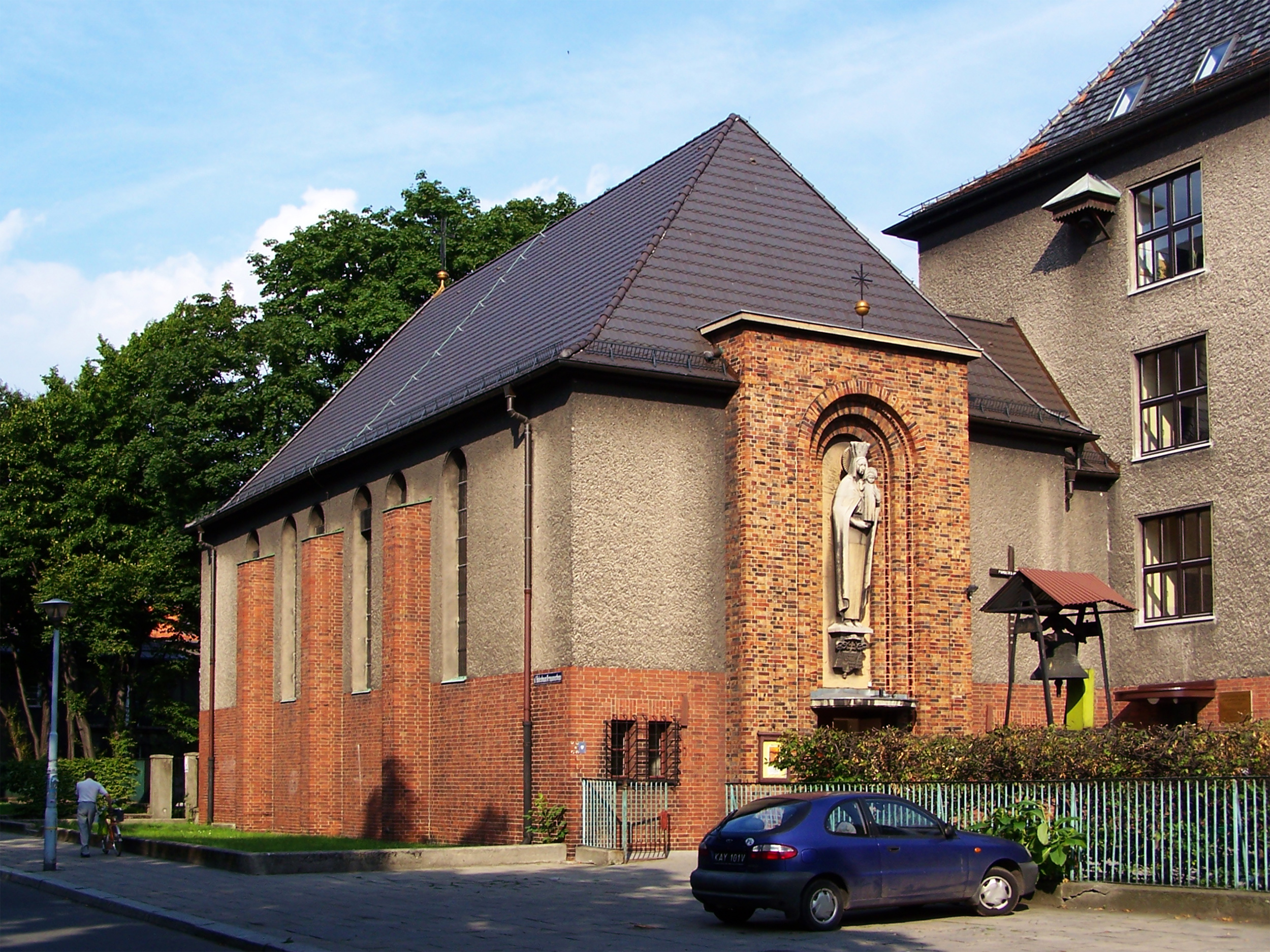
Figura Matki Boskiej z Dzieciątkiem na fasadzie kościoła p.w. św. Michała Archanioła w Gliwicach

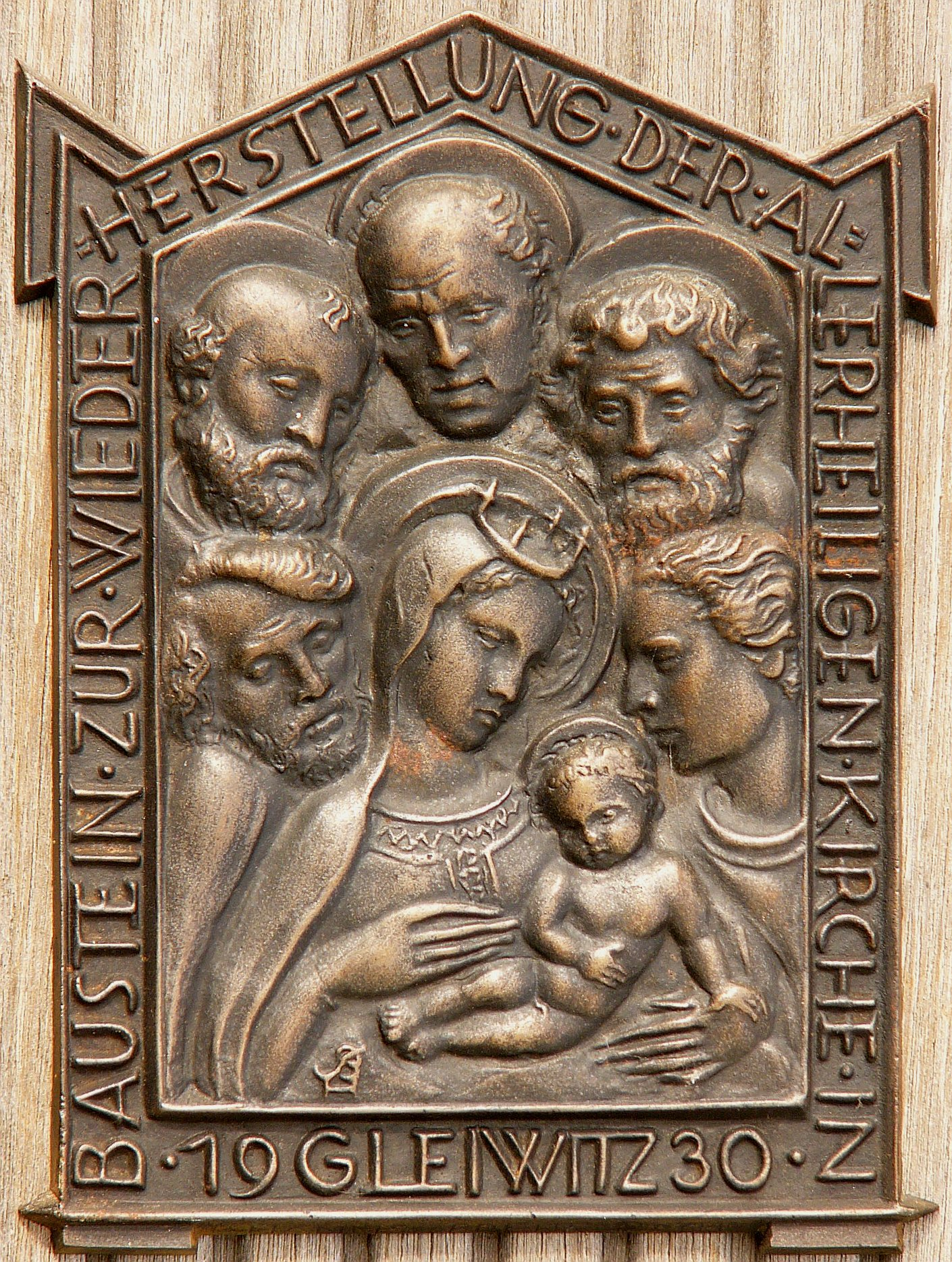
Plakietka-cegiełka na renowację kościoła Wszystkich Świętych w Gliwicach

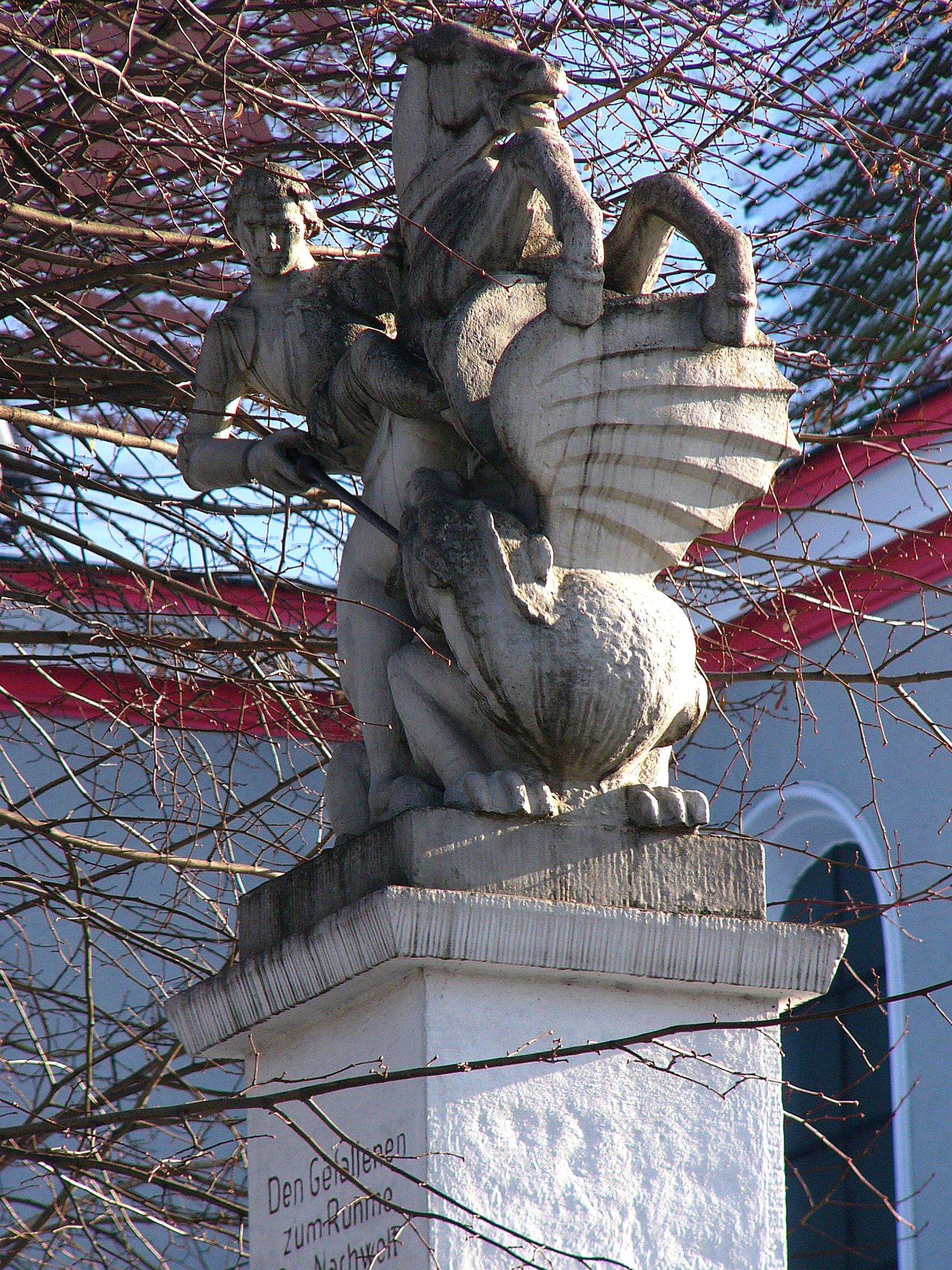
Święty Jerzy przed kościołem p.w. św. Antoniego w Wójtowej Wsi

- Akt męski, rysunek, 1910, w zbiorach Muzeum w Gliwicach
- Rzeźba Siewca do pomnika poległych w Hof, wykonana wraz z Lotharem Dietzem po wystawie w roku 1925
- Bolejąca, pomnik na Cmentarzu Lipowym, Gliwice, 1927, Wapień muszlowy, odnowiony
- Święty Jerzy przed kościołem św. Antoniego, Wójtowa Wieś (Gliwice), 1931, odnowiony
- Matka Boska z Dzieciątkiem Jezus nad portalem kościoła św. Michała Archanioła (dawna nazwa: Matka Boska przy Nowym Konwikcie)
- Święty Franciszek, niefunkcjonująca fontanna na Cmentarzu Centralnym, Gliwice
- Plakietka na renowację kościoła Wszystkich Świętych, symboliczna cegiełka odlana 500 razy w żelazie i 300 razy w brązie
- 100 lat kompozycji hymnu Niemiec, medal jednostronny, 1941

### Dzieła zniszczone, zaginione, lub o nieznanej lokalizacji
- Dziewczę z chustą
- Egipska tancerka
- Fontanna z pismem runicznym (tzw. Fontanna A-B-C) przy szkole nr 16, obecna ul. Wróblewskiego, Gliwice, po 1933[1][2], pstry piaskowiec
- Górnik
- Kopciuszek, terakota
- Nisza ołtarzowa z wystrojem rzeźbiarskim w krematorium na Cmentarzu Centralnym, Gliwice, 1938[2], zniszczone w 1945
- Pomnik poległych Związku Marynarzy "Mewa", Szprotawa, 1929
- Pomnik św. Jerzego, Szobiszowice (Gliwice)
- Pomnik św. Józefa, Gliwice
- Pomnik Rezerwy Pułku Piechoty Nr. 23, 1928, zwycięstwo w konkursie, Opole, zniszczony w 1945
- 3 popiersia żołnierzy różnego wieku w Mauzoleum Żołnierzy 22. Królewskiego Pułku Piechoty (I Górnośląskiego) im. Keitha w Parku Miejskim, Gliwice, 1931
- Portret prałata Carla Ulitzki
- Portret Hansa Lukaschka
- Stojąca dziewczynka
- Święty Antoni, fontanna na Cmentarzu Centralnym, Gliwice
- Umierający żołnierz, brąz